# Авангард (футбольный клуб, Жёлтые Воды)
«Аванга́рд» (укр. «Авангард») — украинский футбольный клуб из города Жёлтые Воды (Днепропетровская область). В 1995 году команда называлась «Сириус» и представляла город Кривой Рог. Участник чемпионата СССР среди команд класса «Б» 1960-1961 и 1969-1970 гг.
Участник чемпионата СССР среди команд класса «А» (1967—1968 гг). Перед сезоном 1995/96 клуб объединился с командой «Спортинвест» Кривой Рог под её названием.
В 2010 году возрождена под историческим названием «Авангард» Жёлтые Воды.

## Прежние названия
- 1956—1970: «Авангард» Жёлтые Воды
- 1992—1994: «Сириус» Жёлтые Воды
- 1995, с 4 июня: «Сириус» Кривой Рог
- с 2010: «Авангард» Жёлтые Воды

## История
В 1954 году в поселке Жёлтая Река (с 1957 года город Жёлтые Воды) началось строительство спортивного комплекса. 2 мая 1956 года сооружение было построено. Это был один из лучших на тот момент спортивных комплексов в республике: два футбольных поля, гимнастическая площадка, волейбольные, баскетбольные, теннисные площадки, открытый плавательный бассейн. Стал вопрос о создании футбольной команды.
Именно 1956 год следует считать началом будущей команды мастеров «Авангард» Жёлтые Воды. Первым тренером созданной команды стал — К. М. Кольбус. Потом его заменил москвич Николай Иванович Тимошин. Он привёз с собой первую группу «легионеров» — Александра Лунина, Виктора Рыкина и Виктора Фомина. Перед командой было поставлено задание как можно успешнее выступить в областных и республиканских соревнованиях. До начала сезона 1957 года в Жёлтых Водах появилась ещё одна группа москвичей — Геннадий Кирилов, Владимир Тупичёв, Анатолий Казаков, Вадим Щедрин. Из Запорожья прибыли — Виктор Стрижак, Анатолий Гаврюк, Леонид Трипольский, а из Одессы — опытные Владимир Галицкий и Леонтий Добров.
Сезон 1957 года жёлтоводцы провели в областных соревнованиях. Для участия в чемпионате Украины среди КФК необходимо было победить в областном чемпионате. Сделать это команде Жёлтых Вод помешали соседи — команда криворожского рудника имени Карла Либкнехта. Вторая возможность выйти в другой республиканский турнир — Кубок Украины — так же закончилась неудачей. Команде нужно было выиграть Кубок Днепропетровщины. Жёлтоводцы уверенно провели предварительные игры областного розыгрыша, но в финале во втором матче уступили футболистам днепропетровского «Машиностроителя» — 1:2.
С 1958 года команда стала называться «Авангард». Тогда же пришли и первые успехи. Команда выиграла весенний областной чемпионат и получила путёвку на чемпионат УССР сред команд КФК. Параллельно «Авангард» успешно выступал и в розыгрыше Кубка Днепропетровской области, но в финальном матче уступил никопольскому «Металлургу».
Дебют в республиканском первенстве вышел удачным: победа над запорожским «Строителем» — 5:0. Зональный турнир в остром соперничестве с краматорской командой дебютанты выиграли, а в полуфинальном турнире финишировали четвёртыми (из шести коллективов). Сезон 1958 был завершён победой в осеннем чемпионате области.

### 1959
1959 год стал для желтоводцев триумфальным. Сначала был выигран областной чемпионат: 15 побед, разница мячей 95—7.
Последовал старт в чемпионате Украины среди КФК. Жёлтоводцы выступали в 5-й зоне и за два тура до финиша обеспечили себе первое место. Полуфинальный турнир проводился в Дрогобыче с 17 по 24 октября. Жёлтоводцы оставили позади себя в турнирной таблице хозяев, мелитопольский «Буревесник», «Спартак» из Харькова и клубную команду («Жовтневый район») из Киева.
Через 4 дня в финальном турнире в Киеве встретились четыре лучшие команды — СКВО Одесса, «Торпедо» Харьков, «Нефтяник» Дрогобыч и «Авангард» Жёлтые Воды. Уже в первой игре жёлтоводцы сделали внушительную заявку на чемпионство, разбив нефтяников из Дрогобыча — 7:2. Во втором матче была повержена команда Харьковского тракторного завода — 1:2. В заключительном туре жёлтоводцы добыли ничью в поединке с армейцами Одессы — 0:0. Эта ничья стала для «Авангарда» «золотой». Клуб стал чемпионом Украины и по регламенту завоевал место в союзном чемпионате на следующий сезон.
В том сезоне «Авангард» мог реально сделать дубль, став обладателем и Кубка Украины. Весной жёлтоводцы легко обыграли в финале Кубка области команду БКХЗ Днепродзержинск — 6:0 и получили право представлять область в республиканском кубке. На пути к финалу «Авангарду» серьёзно противостоять смогла лишь в 1/16 финала кировоградская «Звезда», которая сдалась лишь в дополнительное время — 3:2. Финал состоялся 16 августа 1959 года в Жёлтых Водах. В этом матче гости — «Шахтёр» Коростышев — играл на контратаках, и смог победить 2:1. Кубок уехал на Житомирщину.

### 1960—1970
В 1960 году «Авангард» дебютировал в Классе «Б». Первый сезон стал более чем удачным. Команда, представлявшая даже не районный центр, а городок, ещё два года тому назад — посёлок городского типа, заняла 5 место из 19 команд 2 украинской зоны Класса «Б». В 1962 клуб пополнился игроками — молодым Владимиром Бражниковым и поигравшим на высоком уровне Владимиром Коваленко.
За этот период «Авангард» провёл ещё десять сезонов подряд в чемпионатах страны, становился призёром чемпионата Украины (1965 год), чемпионом (1966 год), два сезона (1967—1968 гг.) выступал во второй группе класса «А». В 1970 году команда была расформирована.

### 1992—1994
В первом чемпионате Украины среди КФК в сезоне 1992/93 Жёлтые Воды представляла команда «Сириус». Клуб стал победителем своей зоны и завоевал место в переходной лиге. Этот турнир в сезоне 1993/94 также был выигран с первой попытки. Сезон во второй лиге для команды Жёлтых Вод закончился досрочно. 18 мая 1995 года «Сириус» Жёлтые Воды провёл свой последний матч — в Запорожье местный «Виктор» обыграл жёлтоводцев. Потом 2 матча «Сириус» не выезжал на матчи, а в третьем представлял уже Кривой Рог. «Сириус» объединился с любительским «Спортинвестом» из Кривого Рога. Так чемпионат завершила команда «Сириус» Кривой Рог, выступившая всего в 6 матчах. В следующем же чемпионате полноценно выступал «Спортинвест».

### 1994—1996
В 1994 и 1996 году клуб «Авангард» из Жёлтых Вод выступал в чемпионате Украины по мини-футболу.

### 2010
В 2010 году при поддержке руководства Восточного горно-обогатительного комбината в Жёлтых Водах был возрождён «Авангард». Команда в том же году после многолетнего перерыва стартовала в чемпионате области.

## Достижения

### Команда
- Чемпион УССР — 1959, 1966
- Бронзовый призёр чемпионата УССР — 1965
- Победитель чемпионата Днепропетровской области — 1958, 1959, 1989
- Обладатель Кубка Днепропетровской области — 1959
- Финалист Кубка УССР — 1959
- Чемпион Центрального совета «Авангард» — 1961, 1962 гг.
- Чемпион Центрального совета физкультуры и спорта — 1971, 1972, 1973
- Обладатель Кубка космонавта Поповича — 1965
- Обладатель Приза газеты «Молодь України» (самой результативной команде класса «Б») — 1965

### Игроки
- Лучший бомбардир в играх чемпионатов СССР Анатолий Помазан — 61 мяч.
- Рекордсмен по забитым мячам в течение одного сезона Анатолий Помазан 20 мячей (1960 г.).
- Рекордсмен по числу выступлений в играх чемпионатов страны — Юрий Варакута — 262 игры.
- 14 игрокам присвоено звание Мастеров спорта СССР — 1966 г.